# Jean-Baptiste Cunit
Jean-Baptiste Cunit est un homme politique français né le 7 juillet 1826 à Saint-Étienne (Loire) et décédé le 2 janvier 1880 à Saint-Étienne.
Avocat à Saint-Étienne, il est député de la Loire de 1871 à 1876, siégeant au groupe de la Gauche républicaine.

## Sources
- « Jean-Baptiste Cunit », dans Adolphe Robert et Gaston Cougny, Dictionnaire des parlementaires français, Edgar Bourloton, 1889-1891 [détail de l’édition] [texte sur Sycomore]